# Charles Paillasson
Charles Paillasson, né en 1718 et mort en 1789, est un maître écrivain français.

## Biographie
Charles Paillasson est né en 1718, fils du maître écrivain Jean-Jacques Paillasson, décédé en 1754. Il fut un élève de Louis Rossignol, et enseigna, à partir de 1738, son art dans un internat de Clamart. Il a été reçu maître en la Communauté des maîtres écrivains le 18 novembre 1756. En 1754 il habitait à Paris rue des Fossés-Saint-Germain-l'Auxerrois.
Soucieux de revaloriser le prestige de la calligraphie en France, il fit partie de plusieurs académies parisiennes soutenant cette cause et fut du nombre de ceux qui offrirent, en 1763 et 1767, des présents en calligraphie à Louis XV. En 1767, il est dit expert écrivain juré vérificateur et ancien professeur de l'Académie royale d'écriture. En 1776 il était déjà écrivain du cabinet du roi, et en 1780 il fut nommé Premier secrétaire du Cabinet du roi. En 1779, il était membre fondateur du Bureau académique d'écriture et en était encore membre en 1789, année de sa mort.
Charles Paillasson eut comme élève un certain Martin, dont l'Académie des Arts de la ville de Lille conserve une pièce d'écriture (n° 68 du catalogue de 1778).

## Exemples gravés
- Quelques pièces mineures dans des périodiques (les Mercures).
- Huit pièces dans le genre de l'écriture espagnole, gravées par Baisiez en 1764, incluses dans : Libro nuevo para aprender a escribir : según los tres géneros de letra, bastarda, redonda y romana... escrito y grabado por Baisiez. Paris : Diego Gabriel Huquier, [1765]. 2°, 9 pl. (Barcelona BC)
- Fragments de diverses pièces d'écriture en bâtarde et coulée. Ouvrage capable de perfectionner ceux qui veulent faire des progrès dans cet art ; dédié aux amateurs... Paris : Daumont, s.d. (gravé par Nodiot et Petit). 2°, 19 pl. Cambridge (MA) HUL. Cité par Becker 1997 p. 83.

## Exemples manuscrits
- Deux tableaux présentés au roi Louis XV, en 1767, illustrant l'origine de l'écriture, réalisés avec le maître écrivain René Potier.
- Exemples manuscrits (dont un de 1739). Paris BHVP.
- Pièces d'écriture pour Monsieur Micoin, par Paillasson, 1784. Cité par Mediavilla, non localisé.

## Travaux encyclopédiques

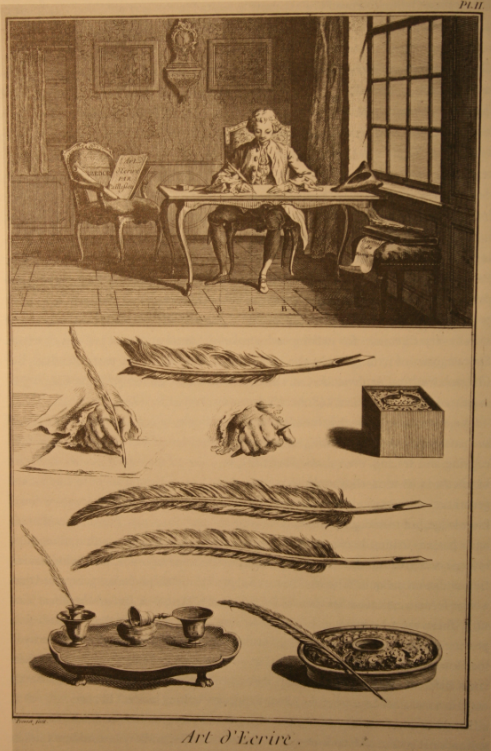
Planche Art d’écrire de l’Encyclopédie, t. 2.

- De l'écriture. Texte manuscrit, Paris, 1766. Chicago NL : Wing MS ZW 2 .234
- L’Art d’écrire réduit à des démonstrations vraies et faciles, avec des explications claires pour le Dictionnaire des Arts, par Paillasson expert ecrivain juré. Paris : s.n., 1760. Publié dans l' Encyclopédie, ou dictionnaire raisonné... de Diderot et d'Alembert, tome II des planches (1763). Voir Enccre. Cat. Jammes n° 77, Becker 1997 p. XII et n° 152, Cat. Hutton n° 67, Morison 1962 n° 60 avec 1 pl. repr.

Réimpression : [Paris], Club des libraires de France, 1964.
Traité republié en italien sous forme séparée : Padoue : Stamperia di Niccolo Bettinelli, 1796. Becker 1997 n° 135. Numérisé sur InternetArchive
- Articles « Lettres (grammaire) » et « Maîtres écrivains » pour l’Encyclopédie, dans le volume 9 (1765).
- Jean Henri Prosper Pouget a inséré de lui un Abrégé des principes des lettres mineures, majeures & capitales, qui composent les alphabets qui sont en usage en France... aux pages I-XLVIII de son Dictionnaire de chiffres (1767), avec 9 planches signées par Paillasson et gravées par Laurent.
- Ce même ouvrage inclut pages L-CI une Notice historique sur les hommes célèbres de toutes les nations de l'Europe, qui, depuis la renaissance des Sciences & des Arts, se sont distinguées dans la configuration des caractères qui composent les diverses écritures, & qui ont donné au public des principes & des pièces sur cet art.

Ce recueil de notices biographiques concerne des maîtres écrivains tant français qu'étrangers; il reprend et développe ce qui avait été publié dans l'Encyclopédie deux ans auparavant. C'est sous la notice qu'il a consacrée à lui-même que Paillasson dévoile qu'il est l'auteur de cette Notice historique. Dans le Mercure de France de février 1754 (p. 22-28), Paillasson avait publié une notice intitulée Du Goust de l'écriture qui révèle déjà son intérêt pour l'histoire de la calligraphie. Il y fait figurer les noms de beaucoup des maîtres écrivains à qui il consacrera ses travaux de 1765 de 1767.

## Travaux académiques
- Discours et dissertation lus, le 25 février 1762, par MM. d'Autrepe et Paillasson... à l'ouverture et première séance de l'Académie des experts écrivains vérificateurs, établie par lettres-patentes de 1728... Paris : Le Breton, 1762. 4°, 39 p., planche. (Paris BNF)
- Une contribution dans Mémoires lus dans la séance publique du Bureau académique d'écriture... le 16 novembre 1780 par MM. Paillasson, Pourchasse, d'Autrepe, Blin... et Harger... Paris : impr. de d'Houry, 1781. 4°. (Paris BNF)
- Une contribution dans Mémoires et dissertations lus dans la séance publique du Bureau académique d'écriture... le 7 novembre 1782, par MM. Harger... Paillasson, Delile et Jumel... Paris : impr. de d'Houry, 1782. 4°, 51 p. (Paris BNF)